# Олива (река)
Олива (итал. Oliva) — река в Калабрии на юге Италии. Впадает в Тирренское море возле Кампора-Сан-Джованни. Длина — 18 км. Начинается у горы Скудьеро на склонах южной части Берегового хребта Калабрийских Апеннин.

## Течение реки
Находится в пределах муниципалитета Амантеа (частично в округе Корека и в округе Кампора-Сан-Джованни) в провинции Козенца, протекает через одноимённую долину (итал. Vallata dell’Olivo).
Бассейн реки расположен на тирренской стороне Прибрежного хребта и касается горных муниципалитетов Малито, Лаго, Гримальди, Айелло Калабро и Сан-Пьетро в Амантеа, более равнинный район полностью лежит на территории Амантеи. Его общее развитие идет в направлении северо-восток-юго-запад и ограничено северной частью Монте-Скудьеро (1295 м), Монте-Мондиа (644 м) И Монте-Пеллегрино (644 м); к югу от Монте Санта Люцерна (1256 м), от Монте Фаэто (1103 м), от Монте Сант-Анджело (778 м) и от Коццо Карминеантонио. Наибольшее развитие бассейн заканчивается на территории Кампора-Сан-Джованни. Анализируя течение реки, можно увидеть густую сеть водотоков, впадающих в основное русло: три справа и шесть слева, а также второстепенные притоки, образуя дендритную гидрографическую систему.